# Pterygotus
Pterygotus (krilata žival ali plavutasta žival) je drugi največji znani eurypterid oziroma morski škorpijon in eden največjih členonožcev vseh časov.

## Opis
Pterygotidski eurypteridi, ki so živeli od zgodnjega silurja do poznega devona, so posedovali majhne do večje zunanje eksoskelete z lunastimi luskami. Rep je bil podaljšan in sploščen. Pterygotidi so imeli pipalke, ki so bile velike in dolge z dobro razvitimi zobmi na ščipalkah. Njihove nožice so bile majhne, vitke in brez bodic.
Pterygotus se je ločil od ostalih Pterygotidov po obliki ščipalk. Glava (prosoma) je trapezoidne oblike z zaokrožnimi koti in sestavljenimi očmi blizu roba zgornjih kotov. Rep ima izrazit greben, ki teče preko centra in se konča v kratki bodici.
Pterygotus je dosegel 2,3 m, imel je par velikih sestavljenih oči kot tudi par manjših oči, pozicioniranih med večjima. Imel je štiri pare hodalnih nog, peti par je bil preobražen v plavalne priveske (vesla), šesti par pa v ščipalke za grabljenje plena. Sprednjih 6 repnih delov je vsebovalo škrge in spolne organe živali.
Pterygotus je bil odličen plavalec in se je hitro in spretno premikal skozi vodo. Plaval je s pomočjo stranskih plavalnih priveskov (vesel), uporabljal pa je tudi rep kot tretje veslo in sicer z udarjanjem ploščatega repa gor in dol, podobno kot to počne kit. Zavijal in stabiliziral se je s pomočjo nog. Večji par oči je nakazoval, da je bil kot predator odvisen od vida. 
Bil je eden izmed vrhnjih plenilcev paleozoiških morij. Živel je v plitvih priobalnih območjih in prikrito napadal ribe, trilobite in druge živali. Zalezoval je plen iz zasede v pesku, kjer se je zakopal. Ko se je plen približal, je planil iz peska in ga zgrabil s ščipalkami.

## Geografija
Pterygotusi so se pojavili v silurju in sčasoma izumrli v zgodnjem do srednjem devonu. So sorodniki večjemu Jaekelopterus in sladkovodnemu Slimonii. Fosili se lahko najdejo po vseh kontinentih z izjemo Antarktike. 
Fosili Pterygotusa so relativno pogosti, čeravno so popolni fosili redki. Bil je eden zadnjih velikih morskih škorpijonov. Kasnejši sorodniki so bili precej manjši in okretnejši. Zaton velikanov je mogoče pripisati njihovi relativni počasnosti in ranljivosti med levitvijo, ker niso mogli pobegniti na kopno kot manjši sorodniki. Zadnje je zelo neverjetno za Pterygotusa, saj je bil velika žival.

## Vrste
- Pterygotus anglicus Agassiz, 1844 — Devonian, Scotland & Canada
- Pterygotus arcuatus Salter in Huxley & Salter, 1859 — Devonian, England
- ?Pterygotus australis McCoy, 1899 — Silurian, Australia
- Pterygotus barrandei Semper, 1898 — Silurian, Czech Republic
- Pterygotus bolivianus Kjellesvig-Waering, 1964 — Devonian, Bolivia
- Pterygotus carmani Kjellesvig-Waering, 1961 — Devonian, USA
- Pterygotus cobbi Hall, 1859 — Silurian, USA, Canada
- Pterygotus denticulatus Kjellesvig-Waering, 1961 — Silurian, England
- Pterygotus floridanus Kjellesvig-Waering, 1950 — Devonian, USA
- Pterygotus gaspesiensis Russell, 1953 — Devonian, Canada
- ?Pterygotus grandidentatus Kjellesvig-Waering, 1961 — Silurian  England
- ?Pterygotus howelli Kjellesvig-Waering & Størmer, 1952 — Devonian, USA
- ?Pterygotus impacatus Kjellesvig-Waering, 1964 — Silurian, Estonia
- Pterygotus kopaninensis Barrande, 1872 — Silurian, Czech Republic
- Pterygotus lanarkensis Kjellesvig-Waering, 1964 — Silurian, Scotland
- Pterygotus lightbodyi Kjellesvig-Waering, 1961 — Silurian  England
- Pterygotus ludensis Salter in Huxley & Salter, 1859 — Silurian, England
- Pterygotus marylandicus Kjellesvig-Waering, 1964 — Silurian, USA
- Pterygotus monroensis Sarle 1902 — Silurian, USA
- ?Pterygotus sarlei Ciurca & Tetlie, 2007 — Silurian, USA
- ?Pterygotus ventricosus Kjellesvig-Waering, 1948 — Silurian, USA

## Popularni mediji
Pterygotus je nastopal v silurskem odlomku prvega dela BBCjeve serije Walking with Monsters, kjer je raztrgal manjšega Brontoscorpija, ki je zasledoval devonsko brezzobo ribo Cephalaspis.